# Fasor

Um exemplo de circuito RLC em série e diagrama de fasor respectivos para um específico ω

Em física e engenharia, um vetor de fase ou fasor, é uma representação de uma função senoidal cuja amplitude (A), frequência angular (ω) e fase (θ) são invariantes no tempo. É um subconjunto de um conceito mais geral chamado representação analítica. Fasores separam as dependências em A, ω e θ em três fatores independentes. Isto pode ser particularmente útil, porque o fator de frequência (que inclui a dependência da senoide em relação ao tempo) muitas vezes é comum a todos os componentes de uma combinação linear das sinusoides. Nessas situações, fasores permitem esse recurso comum ser fatorado para fora, deixando apenas as características A e θ. O resultado é que reduz a trigonometria à álgebra e equações diferenciais se tornam funções algébricas. O fasor de termo, portanto, muitas vezes se refere a apenas esses dois fatores. Em textos antigos, um fasor é também referido como um sinor.  A teoria de transformada fasorial foi desenvolvida por Charles Proteus Steinmetz trabalhando na General Electric no fim do século 19.
Trata-se da utilização de um vetor bidimensional para representar uma onda em movimento harmônico simples. Devido ao modelo matemático de uma onda em movimento harmônico simples
{\displaystyle x(t)=A\cos(\omega t+\alpha )\,}
é possível identificar-se uma relação entre esse modelo e a projeção no eixo das abscissas do seguinte vetor
{\displaystyle {\vec {x}}(t)=A(\cos(\omega t+\alpha ){\vec {i}}+\sin(\omega t+\alpha ){\vec {j}})\,}
Ou seja, é possível representar uma onda de amplitude máxima {\displaystyle A\,} e ângulo de fase {\displaystyle (\omega t+\alpha )\,} através de um vetor de magnitude {\displaystyle A\,} e que perfaz o ângulo {\displaystyle (\omega t+\alpha )\,} com o eixo das abscissas, no sentido directo.

## Definição
A fórmula de Euler indica que sinusóides podem ser representados matematicamente como a soma de duas funções de valores complexos:
{\displaystyle A\cdot \cos(\omega t+\theta )=A\cdot {\frac {e^{i(\omega t+\theta )}+e^{-i(\omega t+\theta )}}{2}},} 
ou como a parte real de uma das funções:
{\displaystyle {\begin{aligned}A\cdot \cos(\omega t+\theta )&=\operatorname {Re} \left\{A\cdot e^{i(\omega t+\theta )}\right\}\\&=\operatorname {Re} \left\{Ae^{i\theta }\cdot e^{i\omega t}\right\}.\end{aligned}}}
Como indicado acima, os ' fasores ' podem referir-se a {\displaystyle Ae^{i\theta }e^{i\omega t}\,} ou apenas ao complexo constante,  {\displaystyle Ae^{i\theta }\,}  . Neste último caso, entende-se ser uma notação abreviada, a amplitude e a fase de uma senóide subjacente de codificação.
Um atalho ainda mais compacto é a notação de ângulo: {\displaystyle A\angle \theta .\,}

Um fasor pode ser visto como um vetor de rotação sobre a origem em um plano complexo. A função cosseno é a projeção do vetor no eixo real. Sua amplitude é o módulo do vetor e seu argumento é a fase de total.
A constante de fase representa o ângulo que o vetor forma com o eixo real em t = 0.

## Aritmética de fasor

### Multiplicação por uma constante (escalar)
Multiplicação do fasor  {\displaystyle Ae^{i\theta }e^{i\omega t}\,} por uma constante complexa,  {\displaystyle Be^{i\phi }\,} , produz outro fasor. Isso significa que seu único efeito é alterar a amplitude e a fase da senoide subjacente:
{\displaystyle {\begin{aligned}\operatorname {Re} \{(Ae^{i\theta }\cdot Be^{i\phi })\cdot e^{i\omega t}\}&=\operatorname {Re} \{(ABe^{i(\theta +\phi )})\cdot e^{i\omega t}\}\\&=AB\cos(\omega t+(\theta +\phi ))\end{aligned}}}
Em eletrônica,{\displaystyle Be^{i\phi }\,}  representaria uma impedância, que é independente do tempo. Em particular não é a notação abreviada para outro fasor. Multiplicando um fasor corrente por uma impedância produz uma tensão de fasor. Mas o produto de dois fasores (ou quadratura de um fasor) representaria o produto de duas sinusóides, que é uma operação não-linear que produz novos componentes de freqüência. Notação de fasor só pode representar sistemas com uma freqüência, como um sistema linear estimulada por uma senóide.

### Diferenciação e integração
A derivada do tempo ou integral de um fasor produz outro fasor.
Por exemplo:
{\displaystyle {\begin{aligned}\operatorname {Re} \left\{{\frac {d}{dt}}(Ae^{i\theta }\cdot e^{i\omega t})\right\}&=\operatorname {Re} \{Ae^{i\theta }\cdot i\omega e^{i\omega t}\}\\[8pt]&=\operatorname {Re} \{Ae^{i\theta }\cdot e^{i\pi /2}\omega e^{i\omega t}\}\\[8pt]&=\operatorname {Re} \{\omega Ae^{i(\theta +\pi /2)}\cdot e^{i\omega t}\}\\[8pt]&=\omega A\cdot \cos(\omega t+\theta +\pi /2)\end{aligned}}}
Portanto, na representação de fasor, a derivada do tempo de uma senóide fica apenas multiplicada pela constante,{\displaystyle i\omega =(e^{i\pi /2}\cdot \omega ).\,} Da mesma forma, integrar um fasor corresponde à multiplicação por {\displaystyle {\frac {1}{i\omega }}={\frac {e^{-i\pi /2}}{\omega }}.\,}  O fator tempo-dependente, {\displaystyle e^{i\omega t}\,}, não é afetado.
Quando resolvemos uma equação diferencial linear com  aritmética de fasor, nós estamos meramente fatorando  {\displaystyle e^{i\omega t}\,}  fora de todos os termos da equação e voltando a colocar na resposta. Por exemplo, considere a seguinte equação diferencial para a tensão através do capacitor num circuito RC:
{\displaystyle {\frac {d\ v_{C}(t)}{dt}}+{\frac {1}{RC}}v_{C}(t)={\frac {1}{RC}}v_{S}(t)}
Quando a fonte de tensão nesse circuito é senoidal:
{\displaystyle v_{S}(t)=V_{P}\cdot \cos(\omega t+\theta ),\,}
devemos substituir:
{\displaystyle {\begin{aligned}v_{S}(t)&=\operatorname {Re} \{V_{s}\cdot e^{i\omega t}\}\\\end{aligned}}}
{\displaystyle v_{C}(t)=\operatorname {Re} \{V_{c}\cdot e^{i\omega t}\},}
onde o fasor  {\displaystyle V_{s}=V_{P}e^{i\theta },\,}  e o fasor {\displaystyle V_{c}\,} é a quantidade desconhecida a determinar.
Na notação abreviada do fasor, a equação diferencial se reduz a
{\displaystyle i\omega V_{c}+{\frac {1}{RC}}V_{c}={\frac {1}{RC}}V_{s}}
Resolvendo para o fasor tensão capacitor dá:
{\displaystyle V_{c}={\frac {1}{1+i\omega RC}}\cdot (V_{s})={\frac {1-i\omega RC}{1+(\omega RC)^{2}}}\cdot (V_{P}e^{i\theta })\,}
Como vimos, o fator de multiplicação{\displaystyle V_{s}\,}  representa as diferenças de amplitude e fase de {\displaystyle v_{C}(t)\,} relativo à {\displaystyle V_{P}\,} e {\displaystyle \theta .\,}
Na forma de coordenadas polares, é:
{\displaystyle {\frac {1}{\sqrt {1+(\omega RC)^{2}}}}\cdot e^{-i\phi (\omega )}}, onde {\displaystyle \phi (\omega )=\arctan(\omega RC)}
Portanto:
{\displaystyle v_{C}(t)={\frac {1}{\sqrt {1+(\omega RC)^{2}}}}\cdot V_{P}\cos(\omega t+\theta -\phi (\omega ))}

### Adição

A soma de fasores como adição de vetores de giro

A soma de vários fasores  produz outro fasor. Isso é porque a soma de sinusóides, com a mesma frequência é também uma senóide com a freqüência:
{\displaystyle {\begin{aligned}A_{1}\cos(\omega t+\theta _{1})+A_{2}\cos(\omega t+\theta _{2})&=\operatorname {Re} \{A_{1}e^{i\theta _{1}}e^{i\omega t}\}+\operatorname {Re} \{A_{2}e^{i\theta _{2}}e^{i\omega t}\}\\[8pt]&=\operatorname {Re} \{A_{1}e^{i\theta _{1}}e^{i\omega t}+A_{2}e^{i\theta _{2}}e^{i\omega t}\}\\[8pt]&=\operatorname {Re} \{(A_{1}e^{i\theta _{1}}+A_{2}e^{i\theta _{2}})e^{i\omega t}\}\\[8pt]&=\operatorname {Re} \{(A_{3}e^{i\theta _{3}})e^{i\omega t}\}\\[8pt]&=A_{3}\cos(\omega t+\theta _{3}),\end{aligned}}}
onde:
{\displaystyle A_{3}^{2}=(A_{1}\cos \theta _{1}+A_{2}\cos \theta _{2})^{2}+(A_{1}\sin \theta _{1}+A_{2}\sin \theta _{2})^{2},}
{\displaystyle \theta _{3}=\arctan \left({\frac {A_{1}\sin \theta _{1}+A_{2}\sin \theta _{2}}{A_{1}\cos \theta _{1}+A_{2}\cos \theta _{2}}}\right)}
ou,através da lei dos cossenos no plano complexo (ou a identidade trigonométrica para diferenças de ângulo):
{\displaystyle A_{3}^{2}=A_{1}^{2}+A_{2}^{2}-2A_{1}A_{2}\cos(180^{\circ }-\Delta \theta ),=A_{1}^{2}+A_{2}^{2}+2A_{1}A_{2}\cos(\Delta \theta ),}
onde {\displaystyle \Delta \theta =\theta _{1}-\theta _{2}}.
Um ponto chave é que A3 e θ3 não dependem ω ou t, que é o que possibilita a notação de fasor. A dependência de tempo e frequência pode ser suprimida e re-inserida para o resultado, enquanto as operações apenas usadas no meio são aqueles que produzem outro fasor. Na notação de ângulo, a operação mostrada acima está escrita:
{\displaystyle A_{1}\angle \theta _{1}+A_{2}\angle \theta _{2}=A_{3}\angle \theta _{3}.\,}
Outra maneira de ver a adição é que dois vectores com coordenadas [A1 cos(ωt + θ1), A1 sin (ωt + θ1)] e [A2 cos(ωt + θ2), A2 sin (ωt + θ2)] são adicionados vetorialmente para produzir um vetor resultante com coordenadas [A3 cos(ωt + θ3), A3 sin (ωt + θ3)]. (ver animação)

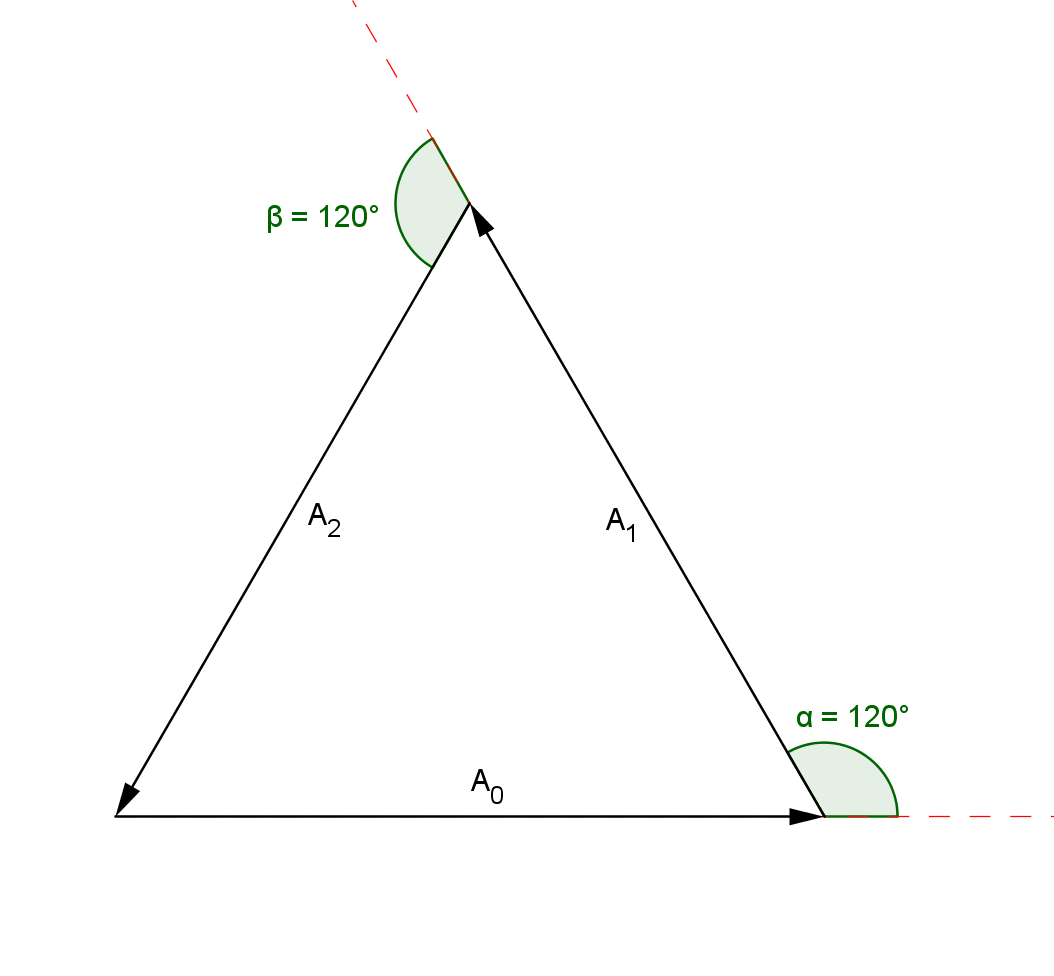
Diagrama de fasor de três ondas em interferência destrutiva perfeita

Em física, este tipo de adição ocorre quando sinusóides interferem uns com os outros, de forma construtiva ou destrutiva. O conceito de vetor estático fornece percepções úteis sobre perguntas como esta: "que diferença de fase seria necessária entre três sinusóides idênticos para cancelamento perfeito?" Neste caso, basta imaginarmos três vetores de igual comprimento e colocando-os cabeça à cauda, de tal modo que a última cabeça combina com a cauda do primeiro. Claramente, a forma que satisfaz essas condições é um triângulo equilátero, então o ângulo entre cada fasor para o próximo é de 120 ° (2 π/3 radianos), ou um terço de um comprimento de onda λ/3. Assim a diferença de fase entre cada onda deve também ser 120 °, como é o caso de corrente trifásica.
Em outras palavras, o que isto mostra é:
{\displaystyle \cos(\omega t)+\cos(\omega t+2\pi /3)+\cos(\omega t+4\pi /3)=0.\,}
No exemplo de três ondas, a diferença de fase entre a primeira e a última onda foi 240 graus, enquanto para duas ondas destrutivas a interferência acontece a 180 graus. No limite de muitas ondas, os fasores devem formar um círculo para a interferências destrutivas, para que o primeiro fasor seja quase paralelo com o último. Isso significa que, para muitas fontes, destrutivas interferências acontecem quando a primeira e a última onda diferem por 360 graus, um comprimento de onda completo. Isto é porque em único fenda difração, mínimos ocorrem quando a luz da borda distante viaja um comprimento de onda completo a mais que a luz vinda da fenda mais próxima.

## Aplicações
Os fasores têm uma larga aplicação prática pois oferecem várias vantagens na manipulação e cálculo de ondas. Eis algumas vantagens:

### Sobreposição de ondas
Graças à natureza vetorial dos fasores, o cálculo do efeito da sobreposição de ondas reduz-se a uma soma vetorial.

### Derivação e determinação da velocidade e aceleração
Devido à natureza do modelo matemático da onda em movimento harmónico simples, das operações de derivação e das propriedades trigonométricas, a determinação da velocidade e aceleração duma partícula em movimento harmónico simples torna-se trivial. Derivando a expressão de {\displaystyle x(t)} obtêm-se as seguintes expressões para a velocidade e aceleração:
{\displaystyle v(t)={\dot {x}}(t)=-A\omega \sin(\omega t+\alpha )\,}
{\displaystyle a(t)={\ddot {x}}(t)=-A\omega ^{2}\cos(\omega t+\alpha )\,}
A partir das relações trigonométricas deduz-se que a velocidade e a aceleração podem ser representados como vetores que prefazem um ângulo de {\displaystyle \pi /2\,} e {\displaystyle \pi \,} com o fasor posição e que possuem as magnitudes {\displaystyle -A\omega \,} e {\displaystyle -A\omega ^{2}\,} respectivamente.

## Funções senoidais
Uma função senoidal {\displaystyle F(t)} é uma função periódica que oscila entre dois valores {\displaystyle -F_{\text{máx}}} e {\displaystyle F_{\text{máx}}} , com a mesma forma de uma função seno ou cosseno, como mostra a figura abaixo.
A distância {\displaystyle T} entre dois máximos ou dois mínimos sucessivos é o período da função e o seu inverso, {\displaystyle f=1/T}, é a frequência.
Se designarmos por {\displaystyle t_{\text{máx}}}a distância entre o ponto no eixo do tempo, onde a função atinge o seu valor máximo {\displaystyle F_{\text{máx}}} antes de
{\displaystyle t=0} , e a origem, a fase da função é:
{\displaystyle \varphi =2\,\pi \left({\frac {t_{\text{máx}}}{T}}\right)}
Consequentemente, as funções sinusoidais têm todas a forma geral:
{\displaystyle F(t)=F_{\text{máx}}\,\cos(\omega \,t+\varphi )}
onde {\displaystyle \omega } é a frequência angular:
{\displaystyle \omega =2\,\pi \,f}
Repare que existem várias formas de representar a mesma função. Podíamos substituir
o cosseno por seno e subtrair {\displaystyle \pi /2}  fase, sem alterar nada. Podíamos também inverter o sinal da frequência e da fase e somar ou subtrair à fase qualquer múltiplo de {\displaystyle 2\,\pi }.
No entanto, para poder garantir que duas funções sinusoidais são iguais unicamente se
tiverem igual valor máximo, frequência e fase, vamos limitar-nos a usar unicamente a
função cosseno, frequências positivas e fases no intervalo {\displaystyle [0,2\,\pi ]} . Essas 3 escolhas são arbitrárias, mas habituais. Assim cada função sinusoidal é caraterizada por {\displaystyle F_{\text{máx}},\omega } e {\displaystyle \varphi }. Duas funções sinusoidais que não tenham o mesmo valor máximo, frequência angular e fase, serão necessariamente diferentes. 

### Circuitos elétricos em corrente alternada
Para circuitos elétricos sinusoidais em regime permanente, é possível a utilização do método fasorial para o estudo, evitando uma resolução com equações diferenciais. Os elementos elétricos (resistências, indutâncias e capacitâncias) serão representados por impedâncias, todos em uma mesma unidade (ohm).
Um fasor funciona como um vetor, onde o módulo é a intensidade da grandeza medida (tensão ou corrente) e o ângulo (com relação à horizontal) mede a defasagem da grandeza corrente elétrica em relação a Tensão Elétrica em um componente.